# Semnopithecus priam
Semnopithecus priam (Лангур чубатий) — примат з роду Semnopithecus родини мавпові.

## Опис
Це тонкі, довгохвості тварини. Хутро жовтувато-біле. Спина і кінцівки можуть бути трохи темнішими. З поміж інших видів роду вирізняються копицею волосся на верхній частині голови. Лице темне і голе.

## Поширення
Цей вид поширений в південній Індії і Шрі-Ланці. Цей вид зустрічається в тропічних сухих вічнозелених лісах, прибережних, сухих листяних лісах, прибережних лісах, садах, навколо храмів та посівних площ. Він знаходиться в Індії до 1200 м і в Шрі-Ланці до 500 м.  

## Стиль життя
Напівдеревний, денний, листоїдний, квітоїдний і плодоїдний вид. Вони зазвичай живуть в гаремах, які складаються з одного самця, кількох самиць і потомства. Іноді трапляються змішані групи (кілька самців і самиць); інші самці часто утворюють холостяцькі групи.

## Загрози та охорона
Полювання та втрата середовища існування є головними загрозами. Зустрічається в декількох охоронних територіях.